# Isabelle de Paris
Isabelle de Paris (巴里のイザベル, Paris no Isabelle, parfois titrée Kirin meikyoku roman gekijô : Paris no Isabelle) est une série anime japonaise de 1979, dont l'histoire débute pendant la guerre franco-allemande de 1870 ; l'héroïne en titre vit les événements du siège de Paris puis de l'insurrection de la Commune de 1871, rencontrant des personnages historiques comme Adolphe Thiers et Léon Gambetta.

## Diffusion
La série en treize épisodes est initialement diffusée d'avril à juillet 1979 au Japon sur la chaine TV Tokyo de 19h30 à 20h00, dans le cadre d'une collection de séries pour un public féminin se déroulant dans un contexte historique nommée Kirin meikyoku roman gekijô (ja) ; elle est diffusée à la suite de la série Nobara no Julie (ja), et sera suivie de Kinpatsu no Jeanie (ja) puis de Nell. Elle est par la suite diffusée dans d'autres pays dont l'Italie, ainsi qu'en France en 1989 sur Canal J (sauf les deux derniers épisodes particulièrement violents) avant d'y être éditée en VHS par Fil à Film (sauf l'épisode final). Elle est éditée au Japon dans un coffret DVD le 22 juillet 2005.

## Synopsis
En France, sous le second empire, Isabelle Rostain, 15 ans, fait son entrée dans le monde lors d'une réception à Versailles. Mais l'armée française est vaincue à Sedan, et Isabelle et sa famille doivent quitter leur château pour se réfugier à Paris, où ils prendront une part active à la lutte contre les prussiens puis pour la Commune. Ses parents, sa sœur Geneviève (renommée Floriane dans la version française) et son fiancé Jules, son amoureux Victor, son frère Andréa et sa fiancée, son ami Jean, ses serviteurs, connaîtront tous un sort tragique dans les mois qui suivront, à cause de la guerre ou de la répression de la commune de Paris lors de la semaine sanglante.

## Fiche technique
- Production : Dax International (ja), TV Tokyo
- Réalisation : Keiji Hayakawa (ja)
- Animation directors : Gen Fukuda, Kiyoshi Fukuta, Nobuyuki Kitajima
- Scénario : Takeshi Shudo
- Chara-Design : Kyomu Fukuda, Nobuyuki Kitajima
- Musiques : Isao Matsushita
- Générique japonais : Fantaisie-Impromptu de Frédéric Chopin
- Générique français : Isabelle de Paris, chanson interprétée par Sandrine Bonnet

## Doublage
- Isabelle Rostain : Mami Koyama (VF : Caroline Beaune)
- Jean Clément : Yūji Mitsuya (VF : Thierry Redler)
- Andréa Rostain : Osamu Ichikawa (ja) (VF : Vincent Ropion)
- Geneviève Rostain (Floriane en VF) : Reiko Seno (ja) (VF : Mireille Audibert)
- Victor : Kazuyuki Sogabe (VF : Jean-Louis Rugarli)
- Jules : Yoshito Yasuhara (en) (VF : Eric Aubrahn)
- Marie Rostain (mère) : Reiko Senô (ja) (VF : Denise Metmer)
- Léon Rostain (père) : Mahito Tsujimura (en) (VF : Georges Atlas)
- Irma : Kachiko Hino (ja) (VF : ?)
- Adolphe Thiers : Ritsuo Sawa (ja) (VF : Raoul Guillet)
- Léon Gambetta : Tetsuya Kaji (ja) (VF : ?)
- Narrateur : Mihoko Inagaki (ja) (VF : Jacques Torrens)

## Épisodes
Notes : Les titres français indiqués (1 à 11) sont ceux de la diffusion télévisée ; l'éditeur Fil à Film a donné des titres différents lors de l'édition en vidéo, et a publié l'épisode 12 (pour faire le compte de deux épisodes par VHS) mais pas l'épisode final, inédit en français.